# 神奇蟬蟹
神奇蟬蟹（学名：Hippa admirabilis）为蟬蟹科蟬蟹屬下的一个种。